# Ка Ђардини (Болоња)
Ка Ђардини је насеље у Италији у округу Болоња, региону Емилија-Ромања.
Према процени из 2011. у насељу је живело 11 становника. Насеље се налази на надморској висини од 472 м.